# Reichenbach (Hörselberg-Hainich)
Reichenbach is een plaats in de Duitse gemeente Hörselberg-Hainich in  Thüringen. De gemeente maakt deel uit van het Wartburgkreis.  Reichenbach wordt voor het eerst genoemd in de elfde eeuw. Het dorp werd in 1999 samengevoegd met Behringen en maakt sinds 2007 deel uit van Hörselberg-Hainich.